# 弗里德里希·阿道夫·特兰德伦堡
弗里德里希·阿道夫·特兰德伦堡（德語： 1802年11月30日—1872年1月24日）德国哲学家、语文学家，在1840年著作《逻辑调查》中（Logische Untersuchungen），特兰德伦堡从亚里士多德哲学的角度对黑格尔的逻辑学展开了至关重要的批判。他的儿子是外科医生弗里德里希·特伦德伦伯。